# Clifton Williams
Clifton Curtis „C.C.“ Williams, Jr. (* 26. September 1932 in Mobile, Alabama; † 5. Oktober 1967 bei Tallahassee, Florida) war ein US-amerikanischer Testpilot und Astronaut.
Williams, der 1954 an der Auburn University seinen Bachelor of Science im Bereich Konstruktionstechnik abschloss, diente im Rang eines Majors als Testpilot im United States Marine Corps. Er bewarb sich bei der NASA und wurde am 17. Oktober 1963 zusammen mit 13 anderen als dritte Astronautengruppe der NASA der Öffentlichkeit vorgestellt. Seine Ausbildung begann im Februar 1964. Unter anderem war er für die Instrumentierung der Kapseln sowie für Sicherheitseinrichtungen zuständig.
Seine erste Zuweisung für einen Raumflug erhielt er im Juni 1965 als Verbindungssprecher (Capcom) für die Mission Gemini 4, während der Edward White den ersten amerikanischen Weltraumausstieg unternahm.

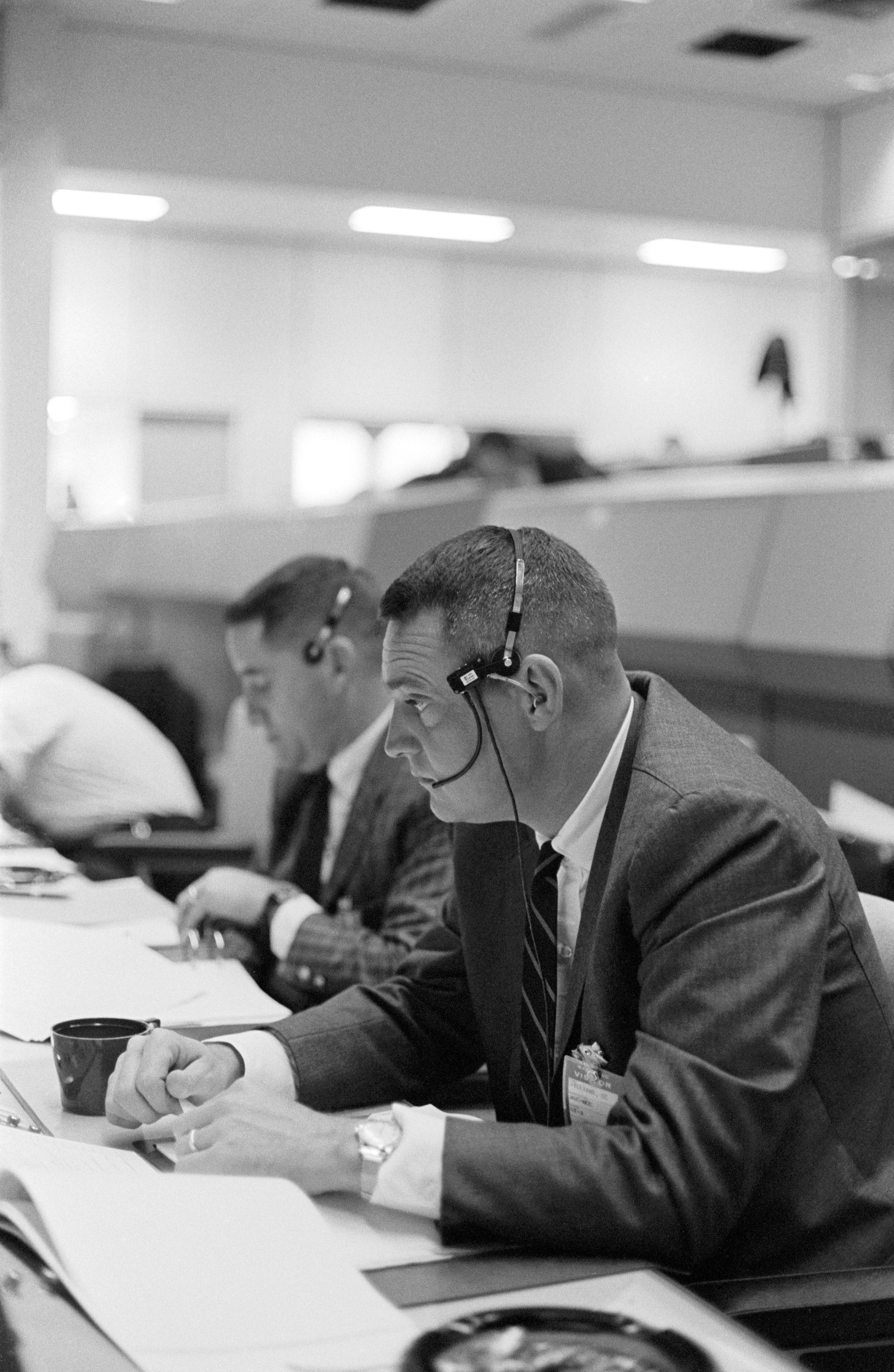
Clifton Williams während der Gemini-3-Mission

Am 21. März 1966 wurde er als Ersatzpilot für den Weltraumflug Gemini 10 nominiert, der im Juni dieses Jahres stattfand. Wäre Michael Collins ausgefallen, hätte Williams somit den dritten amerikanischen Weltraumausstieg unternommen.
Für den Flug von Gemini 11 im September 1966 war Williams wieder Verbindungssprecher.
Danach wurde Williams dem Apollo-Programm zugeordnet und als Pilot der Mondlandefähre ausgebildet. Am 22. Dezember 1966 gab die NASA die geplanten Besatzungen des zweiten und des dritten Apollo-Flugs bekannt, die vorläufig unter den Bezeichnungen Mission D und Mission E liefen. Williams bildete dabei zusammen mit Pete Conrad und Richard Gordon die Ersatzmannschaft der Mission E. Sämtliche Planungen wurden nach der Katastrophe von Apollo 1 am 27. Januar 1967 auf Eis gelegt.
Williams kam bei einem Flugzeugabsturz ums Leben, als die Steuerung seiner T-38 nicht mehr reagierte. Er wurde auf dem Nationalfriedhof Arlington beigesetzt. Williams hinterließ seine Frau Jane und seine Tochter Catherine. Die zweite Tochter, Jane Dee, wurde erst nach seinem Tod geboren.
Seinen Platz in der Mannschaft von Pete Conrad übernahm Alan Bean. Conrad, Gordon und Bean wurden später Ersatzmannschaft von Apollo 9 und führten im November 1969 mit Apollo 12 die zweite Mondlandung durch. Auf ihr Missionsabzeichen hatten sie vier Sterne gesetzt: drei für die Besatzungsmitglieder, den vierten für Clifton Williams.